# 보국문
보국문(輔國門)은 대동문과 대성문 사이에 있는 북한산성의 문으로, 초기의 이름은 동암문(東暗門)이었다. 규모는 조선 시대 단위로 높이 6척 6촌, 너비 6척 5촌이다.

## 특징
- 문 안쪽에 새겨진 명문을 보아 금위영에서 만들었음을 알 수 있다.[1]
- 북한산성 축조(1711년) 후 동쪽에 있는 암문이란 뜻으로 동암문이라 불리었으나 그 아래 보국사를 창건한 이후 현재까지 보국문이라 불리게 되었다.